# Airbus Defence and Space (España)

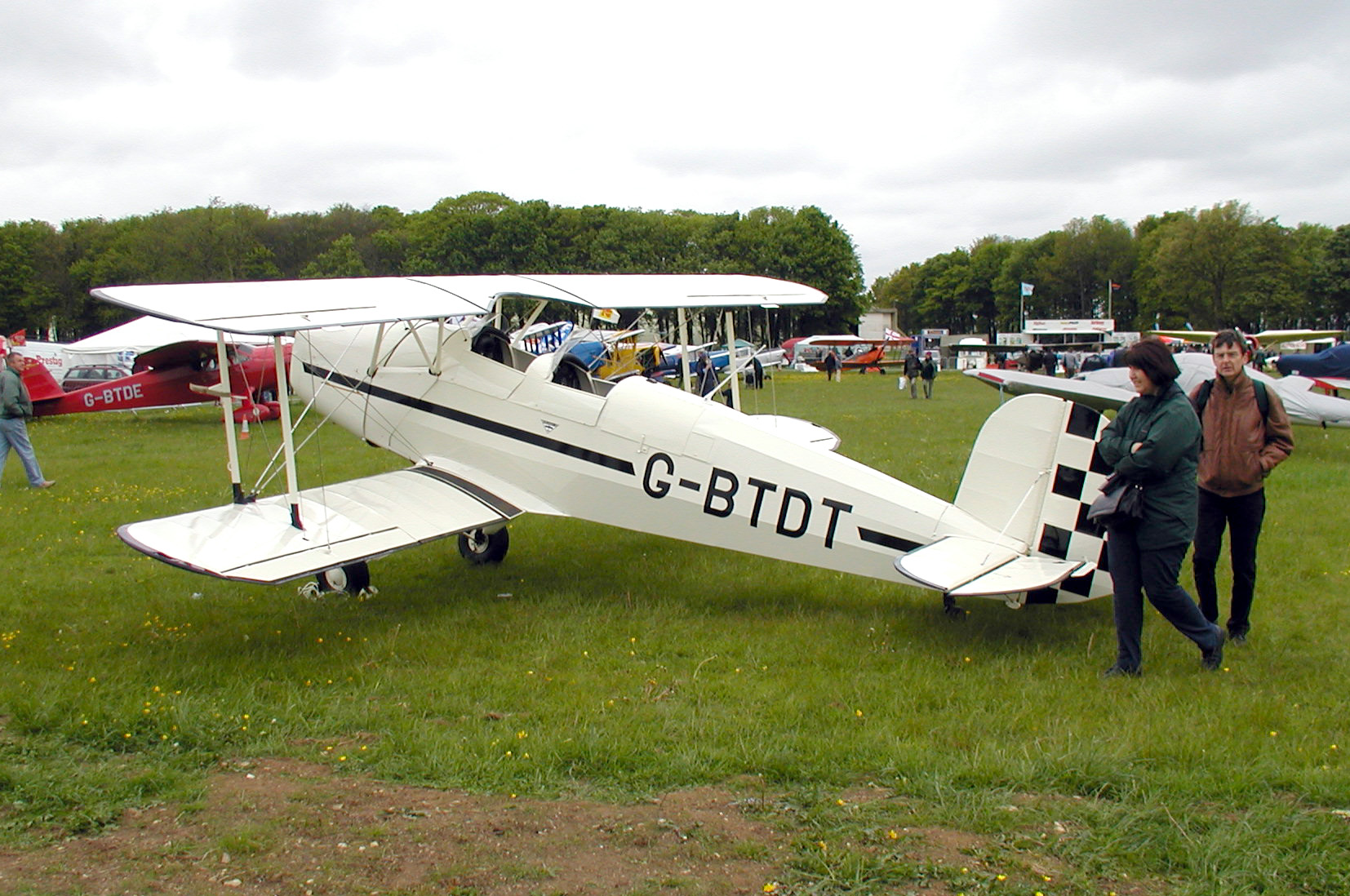
CASA Bü 131 Jungmann, construido en 1957.

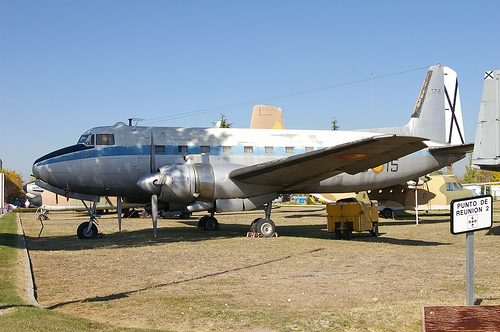
CASA C-207 Azor en el Museo del Aire de Cuatro Vientos.

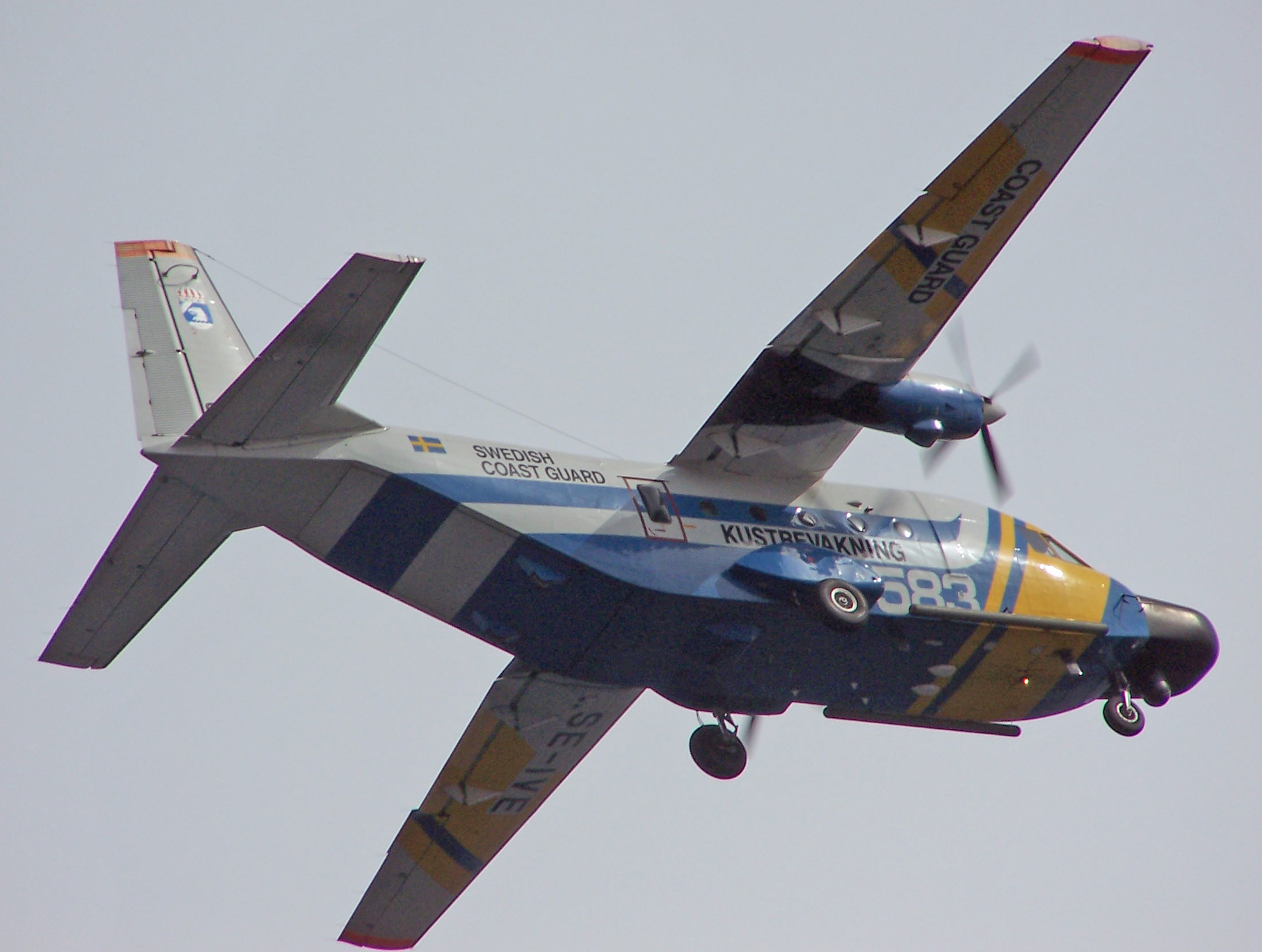
CASA C-212 Aviocar de los Guardacostas suecos.

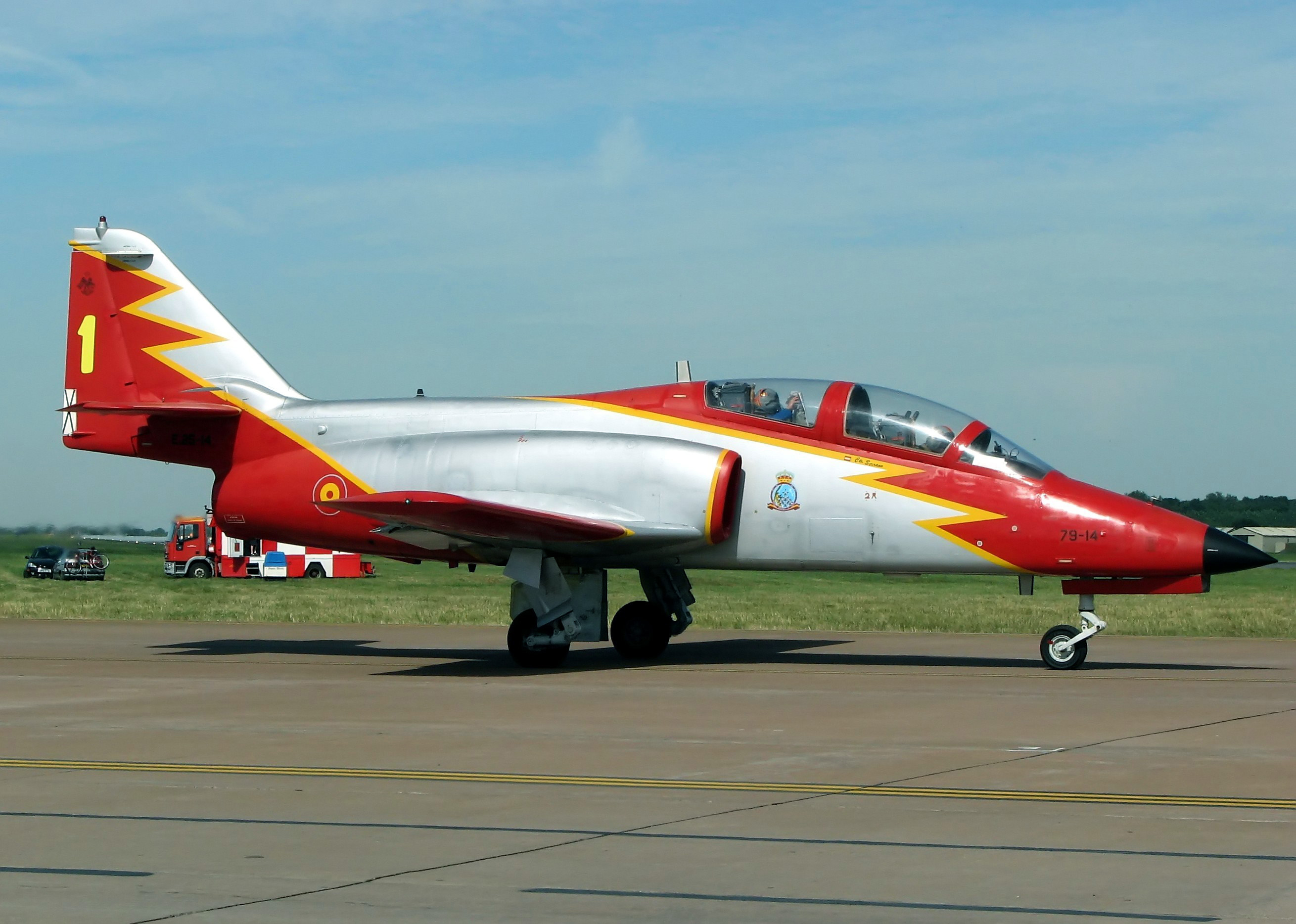
CASA C-101 Aviojet de la Patrulla Águila.

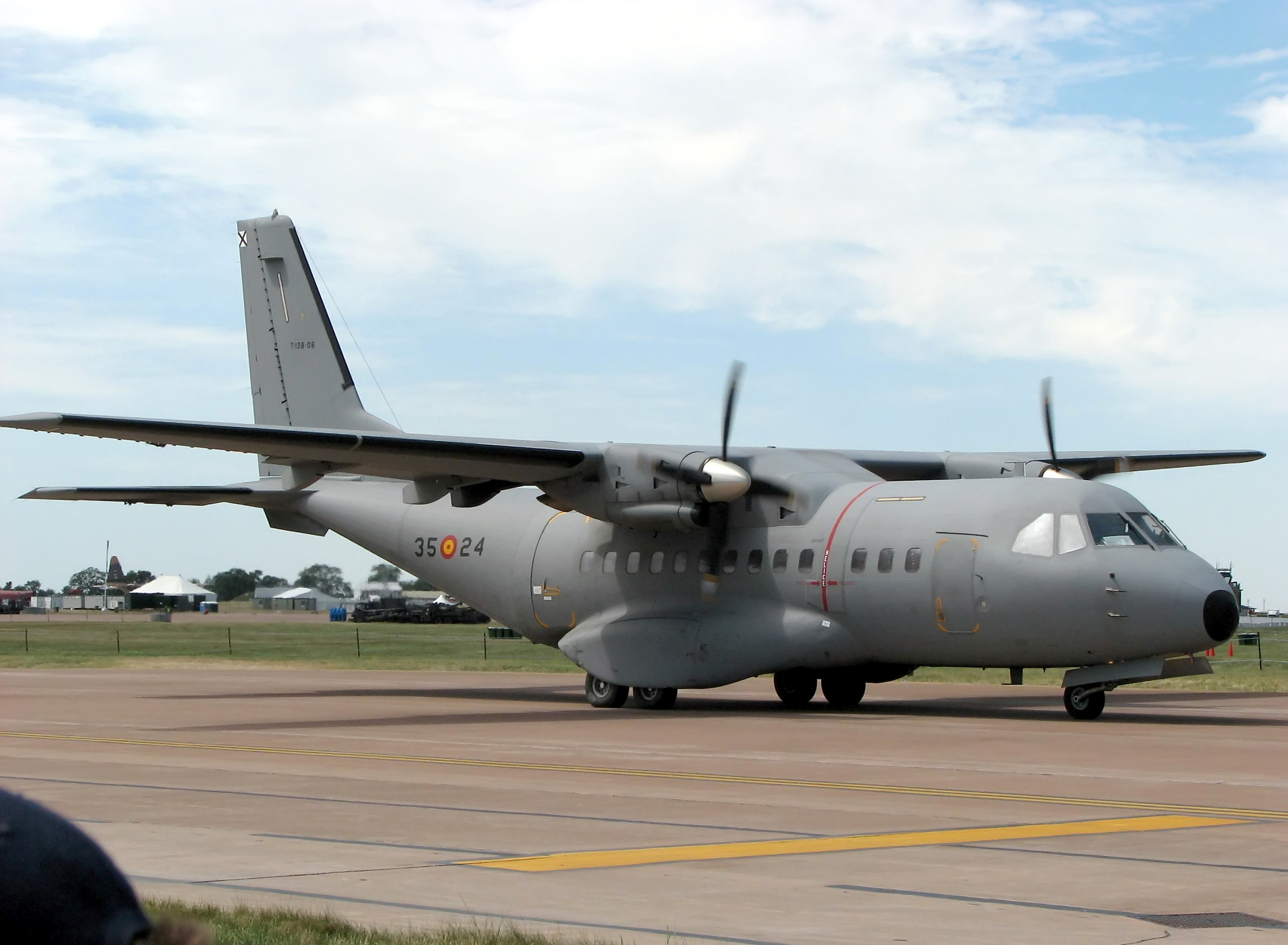
CASA CN-235M-100 del Ejército del Aire de España.

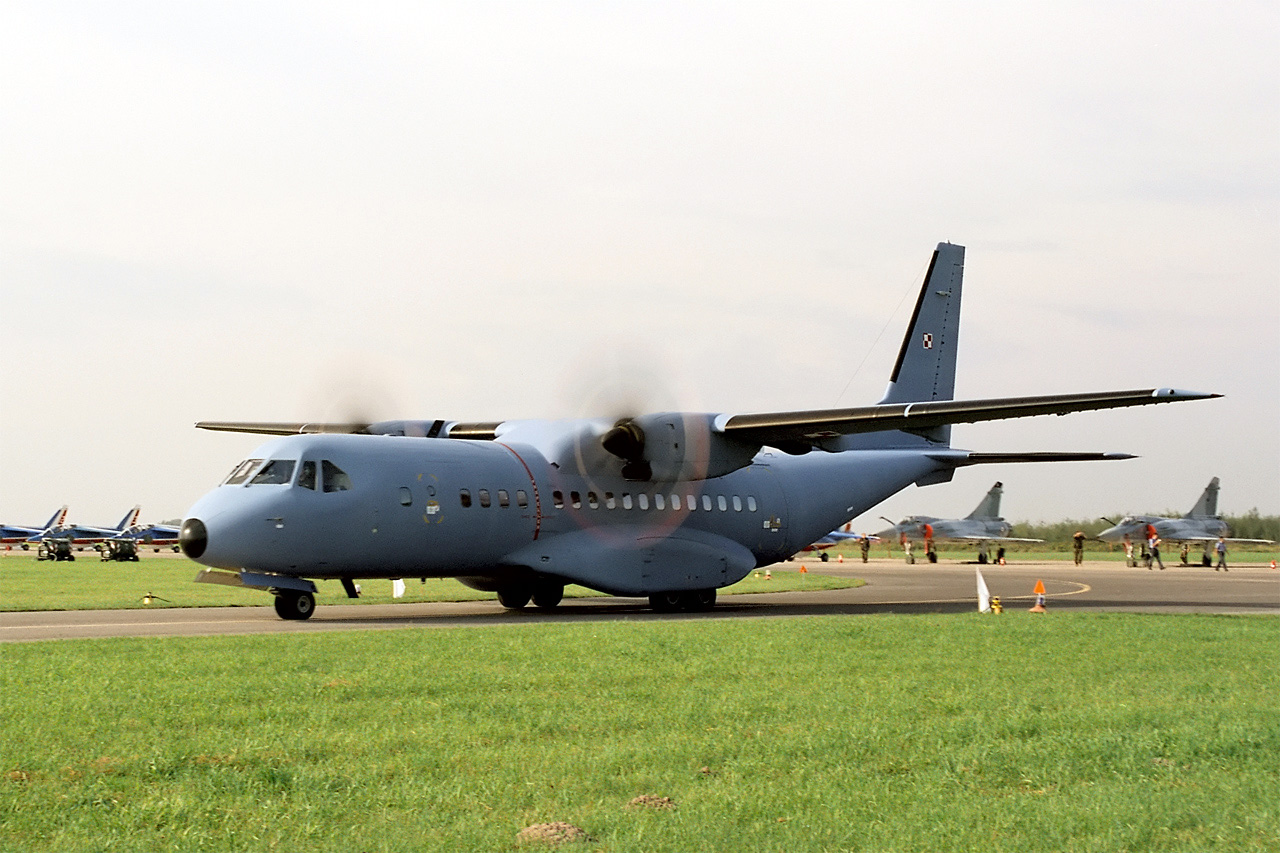
CASA C-295 de la Fuerza Aérea Polaca.

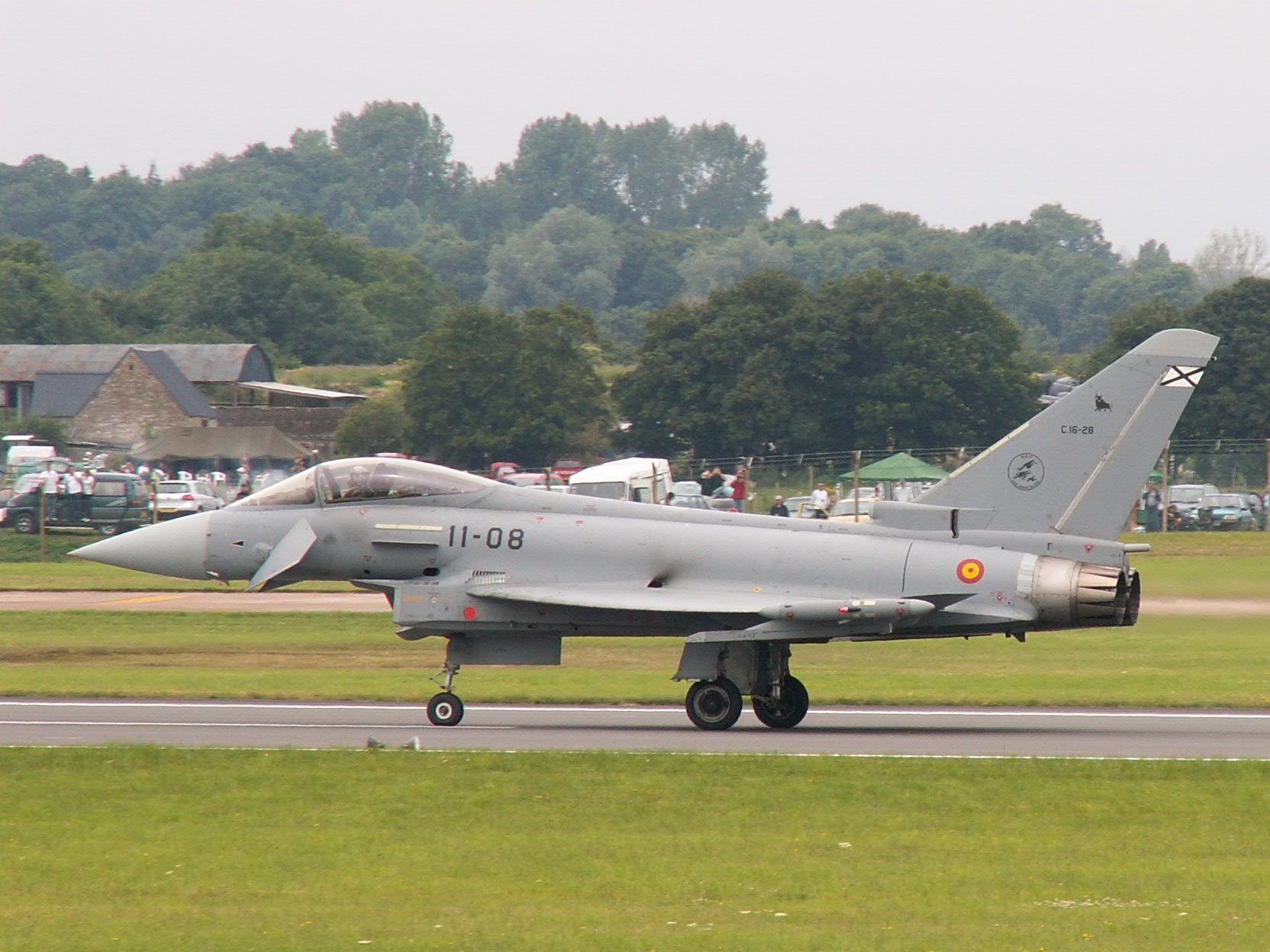
Eurofighter Typhoon del Ejército del Aire de España, modelo en cuya fabricación participa EADS-CASA, además de montar los ejemplares destinados a España.

Airbus Defence and Space S.A.U. es una empresa aeronáutica española, con sede en Getafe (Madrid). La compañía fue fundada en Getafe por José Ortiz Echagüe  como Construcciones Aeronáuticas S.A. (CASA) el 3 de marzo de 1923 y adoptó el nombre actual el 24 de julio de 2014. Durante la mayor parte de su historia ha sido la empresa líder de la industria de construcción aeroespacial en España y principal empresa tractora del sector y tiene una dilatada historia de fusiones, adquisiones, ventas y participaciones en empresas conjuntas con otras empresas. Desde julio de 2000 es una filial 100% del conglomerado holandés Airbus SE.
En 2009, la empresa contaba con alrededor de 7500 trabajadores, muchos de ellos de alta cualificación técnica. El 80% de su producción estaba dedicada a la exportación y la compañía aseguraba reinvertir el 15% de su facturación en I+D+i.
Sus principales centros de trabajo se encuentran en Getafe y Sevilla, aunque ha contado con otros centros de trabajo a lo largo de su historia.

## Organización
Airbus Defence and Space está organizada como una sociedad anónima de carácter unipersonal, cuyo único accionista es la empresa neerlandesa Airbus SE. Su domicilio social se encuentra en Getafe (España).

### Filiales
- Computadoras, Redes e Ingeniería, S.A., empresa dedicada a la fabricación de electrónica y piezas de satélites radicada en Tres Cantos (Madrid). Posee el 100% del accionariado.
- Airbus SAS. Posee una participación minoritaria (4,22%) de este fabricante francés de aviones civiles de pasajeros y carga.
- Airbus Poland SA. Antigua PZL Warszawa-Okęcie SA., fabricante polaco de aviones y aeroestructuras comprado en 2001. Fabricante del PZL-104, PZL-Koliber, PZL-106BT y PZL-130.

### Centros de Trabajo
- Getafe (1923-1936)(1940-actualidad). Situada en Getafe, entre la Base Aérea de Getafe y la línea de ferrocarril Madrid-Valencia. Alberga las líneas de montaje final de los Eurofighter Typhoon con cliente final España.
- Tablada (Sevilla). Situada al suroeste de Sevilla, junto al puerto de Sevilla y en las cercanías de la Base Aérea de Tablada.
- San Pablo (Sevilla). Situada en los municipios de Sevilla y La Rinconada, junto al aeropuerto de Sevilla.

### Centros de Trabajo Históricos
- Puntales (Cádiz). Situada al sur de la ciudad de Cádiz, fue cerrada en 1988 y trasladada a dos nuevos centros creados en Puerto Real y El Puerto de Santa María.
- Reus (1936-1938).
- Sabadell (1938-1939).
- Triana (Sevilla). Antigua factoría de la Hispano Aviación.
- Rey Francisco (Madrid). Oficinas y sede social de la empresa hasta su traslado a Barajas.
- Pirámides (Madrid).
- Illescas (Toledo). Cedida a Airbus Operations SL.
- Ajalvir. Vendida a Industria de Turbo Propulsores.
- Barajas (Madrid). Antigua fábrica de rodamientos de SKF Española. Antigua sede social de la empresa hasta el 2022 y anteriormente también de EADS-CASA Espacio SL hasta el 31 de agosto de 2016. Cerrada en 2023.
- Puerto Real (Cádiz) (1988-). Cedida a Airbus Operations SL.
- Centro Bahía de Cádiz CBC. Puerto de Santa María (Cádiz). Cedido a Airbus Operations SL desde el 18 de julio de 2023.[3]

## Historia
Construcciones Aeronáuticas, S.A. - CASA
En el mes de marzo de 1923, quedó constituida la empresa Construcciones Aeronáuticas, Sociedad Anónima (CASA), figurando como accionistas la Sociedad Electromecánica de Cataluña con el 34%, José Tartiere y Lenegre con el 8%, José Ortiz Echagüe con el 6% y el Estado con el 52% en 1923 e inició sus trabajos en mayo de 1924 en que se inauguró la factoría de Getafe, construyendo bajo licencia aviones Breguet. El primer pedido abarcó 26 Breguet 19 A.2 y la producción total de este tipo alcanzó finalmente los 400 ejemplares.
En 1926 se construyó en Cádiz una segunda factoría, para la construcción bajo licencia del hidrocanoa Dornier Do J Wal; se construyeron diecisiete para la Aeronáutica Militar , otros doce para la Aeronáutica Naval y dos para usuarios comerciales. Dicha fábrica contaba con unas instalaciones únicas en España. El rey Alfonso XIII visitó estas instalaciones en 1930. En 1929 presenta el primer prototipo de avioneta completamente diseñado y fabricado por la empresa: el CASA-I.
También construirá  dos ejemplares modificados expresamente para vuelos de larga distancia que se harían especialmente famosos. Uno de ellos, el Breguet XIX G.R. (Grand Raid) bautizado Jesús del Gran Poder y que se conserva en el Museo del Aire de Cuatro Vientos (Madrid), realizó en 1929 un épico vuelo entre Sevilla y Bahía (Brasil), pilotado por los capitanes Ignacio Jiménez y Francisco Iglesias, recorriendo 6746 km en 43 h 50 min de vuelo, lo que le situó en segunda posición en la lista de récords de vuelos de distancia. El otro fue el Breguet XIX Super Bidón que con el nombre de Cuatro Vientos llevará a Mariano Barberán y a Joaquín Collar Serra a La Habana (Cuba), en una de las mayores gestas de la aeronáutica española en 1933. Por otro lado, en 1932 se obtuvo de la firma Vickers la licencia para construir 25 bombarderos-torpederos Vickers Vildebeest, propulsados por motores Hispano de 600 CV. 
Durante la Guerra Civil la factoría de Getafe, en zona republicana, fue trasladada a Reus y posteriormente se abrió otra en Sabadell (al finalizar la Guerra, volvería a Getafe). La fabricación prevista de biplanos de caza soviéticos Polikarpov I-15 alcanzó un total de 287. También se fabricaron en ella los cazas Polikarpov I-16, pero solo llegaron a terminarse 22, todos ellos finalizados tras el fin de la guerra civil.
Terminada la guerra, CASA abrió una nueva factoría en Tablada, Sevilla, tras conseguir la fabricación bajo licencia de algunos modelos alemanes, así construyó 25 ejemplares del Gotha Go 145A bajo la denominación CASA 1.145, 25 Bücker Bü 133 Jungmeister designados como CASA 1.133 y 555 Bücker Bü 131 Jungmann bajo la denominación CASA 1.131. La producción del Jungmann prosiguió hasta finales de los años cincuenta. Cabe indicar que a partir del 201.er aparato se usó el motor español ENMASA Tigre G-IVA de 125 CV. En 1940, bajo licencia alemana, empieza la fabricación de 200 aviones Heinkel He 111, denominado CASA 2.111.
A partir de 1943 el Estado español invierte en esta compañía. Empezó participando con un 33%, aunque en 1992 ya controlaba el 99,2% de la empresa. En 1945 inaugura su fábrica en Madrid en la glorieta de Pirámides, dedicada al mecanizado, fundición y cajas de cambio de automóviles, que permanece en funcionamiento hasta 1982.
En 1946 se restablece la oficina de proyectos bajo la dirección del Dr. Francisco Trincado Dopereiro. De esta manera se reanuda el diseño de aviones propios con tecnología propia. Este es un punto importante a tener en cuenta, ya que una serie de problemas había convertido a la compañía en un fabricante de aviones con licencias extranjeras, pero sin tecnología para la fabricación de proyectos propios. En 1957 consiguió el contrato para el mantenimiento de los F-100 Super Sabre de la Fuerza Aérea de los Estados Unidos en Europa. Este programa fue muy importante para la empresa, aumentando su capacitación y logrando ser la primera europea en ser galardonada con el premio Cero Defectos. Además se le encomendaeo de los planes de renovación de los T-33 del Ejército del Aire Español y el desarrollo del nuevo avión de transporte.
En 1971 se autoriza la fusión por absorción de Hispano Aviación, S.A., lo que la convirtió en la primera compañía española en el sector aeroespacial.
En 1972, CASA pasa a ser miembro del Grupo de Interés Económico Airbus.
El 29 de diciembre de 1972 se acuerda la fusión por absorción con la Empresa Nacional de Motores de Aviación (ENMASA). ENMASA era la sucesora legal del fabricante histórico de automóviles Elizalde, S.A..
En 2000 CASA se incorporó al grupo aeronáutico europeo EADS, actual Airbus Group, y pasó a llamarse EADS CASA, dentro de la cual se estructuró en cuatro divisiones: Aviones de Transporte Militar, Airbus, Defensa y Espacio.
En la actualidad la empresa sigue existiendo con el nombre Airbus Defence and Space S.A.U., filial al 100% de Airbus Group organizada dentro de su división Airbus Defence and Space.

## EADS CASA pasa a formar parte de Airbus Military
Airbus Military se creó formalmente en abril de 2009, tras la integración de la antigua División de Aviones de Transporte Militar (MTAD) de EADS CASA y Airbus Military Sociedad Limitada (AMSL) en Airbus. Esta integración permite una organización única y simplificada. En total, Airbus Military, que tiene su propio plan de contabilidad, cuenta con más de 5000 empleados. En 2008, la MTAD de EADS CASA tuvo una facturación de más de 2700 millones de €.

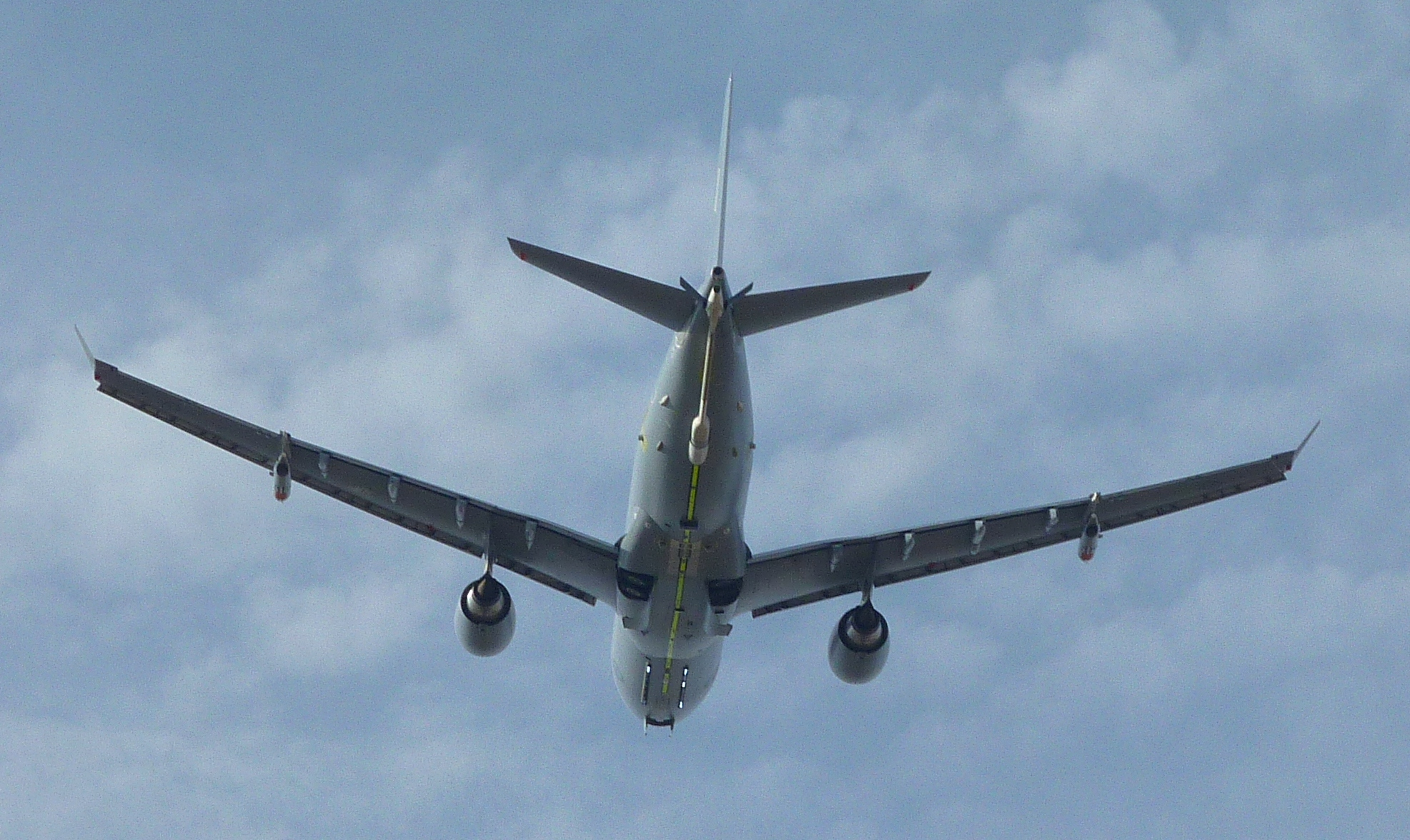
Airbus A-330-200 MRTT de la Real Fuerza Aérea Australiana despegando de la Base Aérea de Getafe para un vuelo de prueba.

Airbus Military es plenamente responsable del programa A400M, así como del desarrollo del avión cisterna y de transporte multipropósito A330MRTT derivado del A330, que puede ser equipado con la nueva sonda boom de reabastecimiento en vuelo (ARBS), única en su género. También es responsable de cualquier versión militar futura derivada de las plataformas civiles de Airbus. Con los C-295, CN-235 y C-212, Airbus Military es el líder mundial en los segmentos de mercado de aviones de transporte militar medios y ligeros, con 650 volando para más de 100 operadores de todo el mundo. Los C-295, CN-235 y C-212 disponen de sus correspondientes versiones de patrulla marítima.
El 19 de diciembre de 2022, su sede social se traslada de la Avenida de Aragón 404 de Madrid a la Calle Aviocar 2 de Getafe.

## Modelos de aviones

### Diseño propio
- CASA III
- CASA C-201 Alcotán
- CASA C-202 Halcón
- CASA C-207 Azor
- CASA C-212 Aviocar
- CASA C-101 Aviojet
- CASA CN-235
- CASA C-295

#### Proyectos cancelados
- CASA-Heinkel C.101

No confundir con el entrenador CASA C-101. Proyecto de caza monomotor diseñado por el célebre Ernst Heinkel a mediados de los años 50 como competidor del Hispano Aviación HA-300 y designado por el Ejército del Aire como C.7. No mucho después de iniciarse el proyecto, el Ejército del Aire perdió rápidamente su interés en este avión y en su competidor ante las dificultades técnicas y la posibilidad futura de dotarse con aviones de combate supersónicos procedentes de los Estados Unidos tras el Tratado de Cooperación Militar de 1953, que ya le había proporcionado sus primeros reactores, los F-86 Sabre.
- CASA C-102

Monomotor a hélice de entrenamiento básico. Proyecto iniciado en 1977 ante un requerimiento del Ejército del Aire, que finalmente adquirió en su lugar el avión chileno ENAER T-35 Pillán como compensación industrial por la venta al país iberoamericano del CASA C-101.
- CASA C-401

Cuatrimotor de transporte, en la categoría del Lockheed C-130 Hercules, aunque con menor peso total.
- CASA A-X

Monomotor de ataque al suelo, equipado con el motor Eurojet EJ200 del Eurofighter Typhoon y destinado a reemplazar a los F-5A y RF-5A y a los F-5B en su versión biplaza. Las previsiones eran comprar unos 72 aparatos (los F-5 adquiridos habían sido 70). El proyecto se canceló, los F-5A y RF-5A fueron sustituidos por 24 McDonnell Douglas F/A-18 Hornets comprados de segunda mano a la Armada de los Estados Unidos y a los F-5B se les aplicó un programa de modernización.
- CASA 3000

Proyecto de avión bimotor comercial de 70 plazas. A inicios de los años 90 CASA busca entrar en el mercado de los aviones regionales a partir de este avión, destinado a competir con los ATR-72, DeHavilland Dash 8 y BAe ATP. La aventura inicialmente iba a ser en consorcio con la empresa rusa Ilyushin así como con la sueca SAAB, pero posteriormente, en 1992, CASA decidió llevar todo el desarrollo en solitario. En 1994 el proyecto fue cancelado a consecuencia de las escasas perspectivas de ventas y exportación.
- CASA ATX

Reactor de entrenamiento avanzado, concebido como sustituto de los F-5B del Ejército del Aire.

### Fabricados o montados bajo licencia
- Dornier Do J "Wal"
- Breguet 19
- Vickers Vildebeest
- Polikarpov I-15
- Polikarpov I-16
- Gotha Go 145A / CASA 1.145
- Bücker Bü 133 "Jungmeister" / CASA 1.133
- Bücker Bü 131 "Jungmann" / CASA 1.131
- Junkers Ju 52/3m / CASA 352L
- Heinkel He 111H-16 / CASA 2.111
- Dornier Do 27 / CASA 127
- MBB 223 Flamingo / CASA 223 Flamingo
- Northrop F-5A, F-5B y RF-5A
- MBB Bo 105

Aparte de los montados para el Ejército Español, de la línea de CASA salieron 24 helicópteros antitanque MBB Bo 105 armados con misiles para el Ejército Iraquí.

## Hitos en la historia de CASA
1923

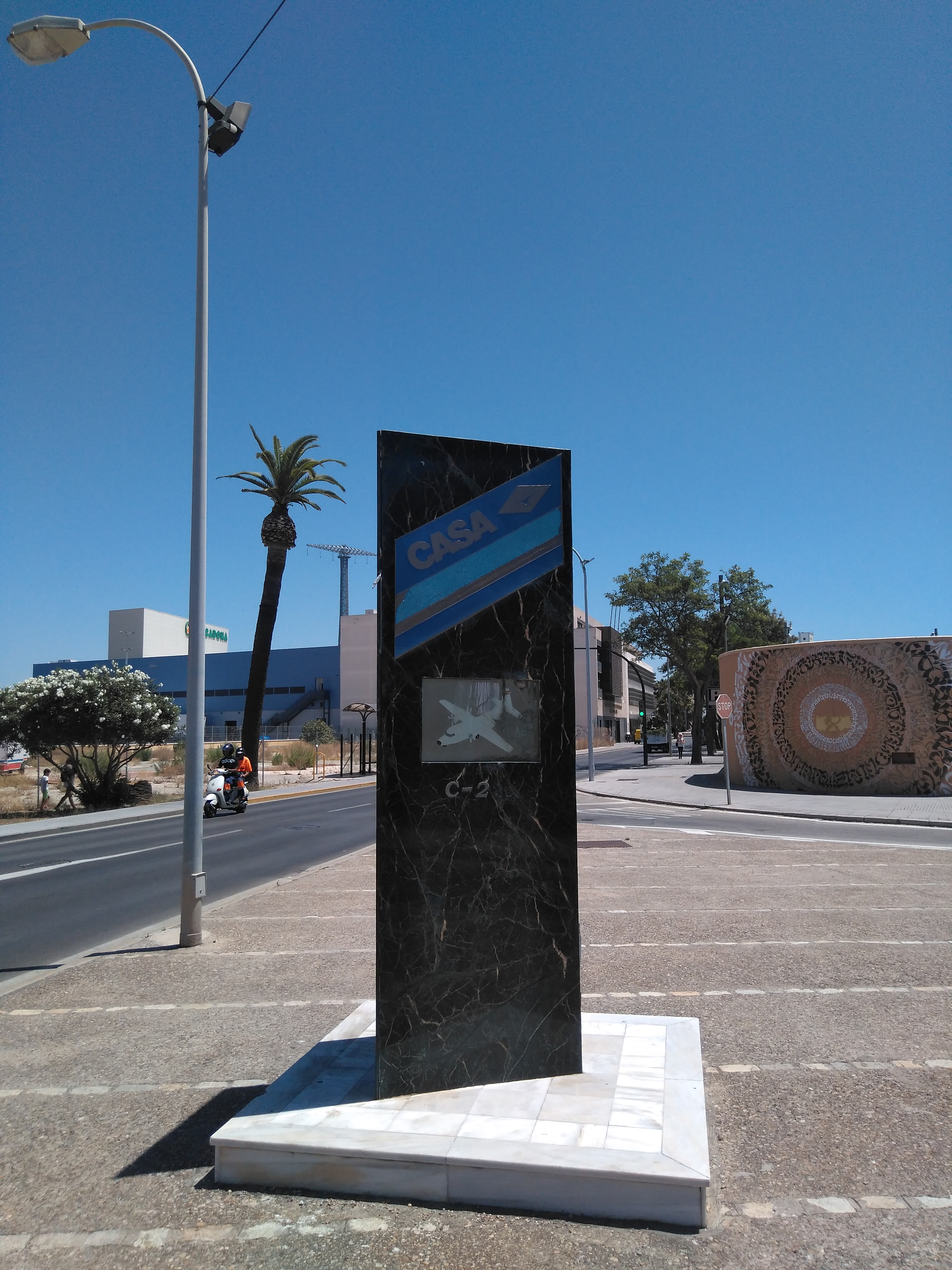
Monumento a la empresa en Cádiz

- 3 de marzo. Fundación de CASA por José Ortiz Echagüe.

1926

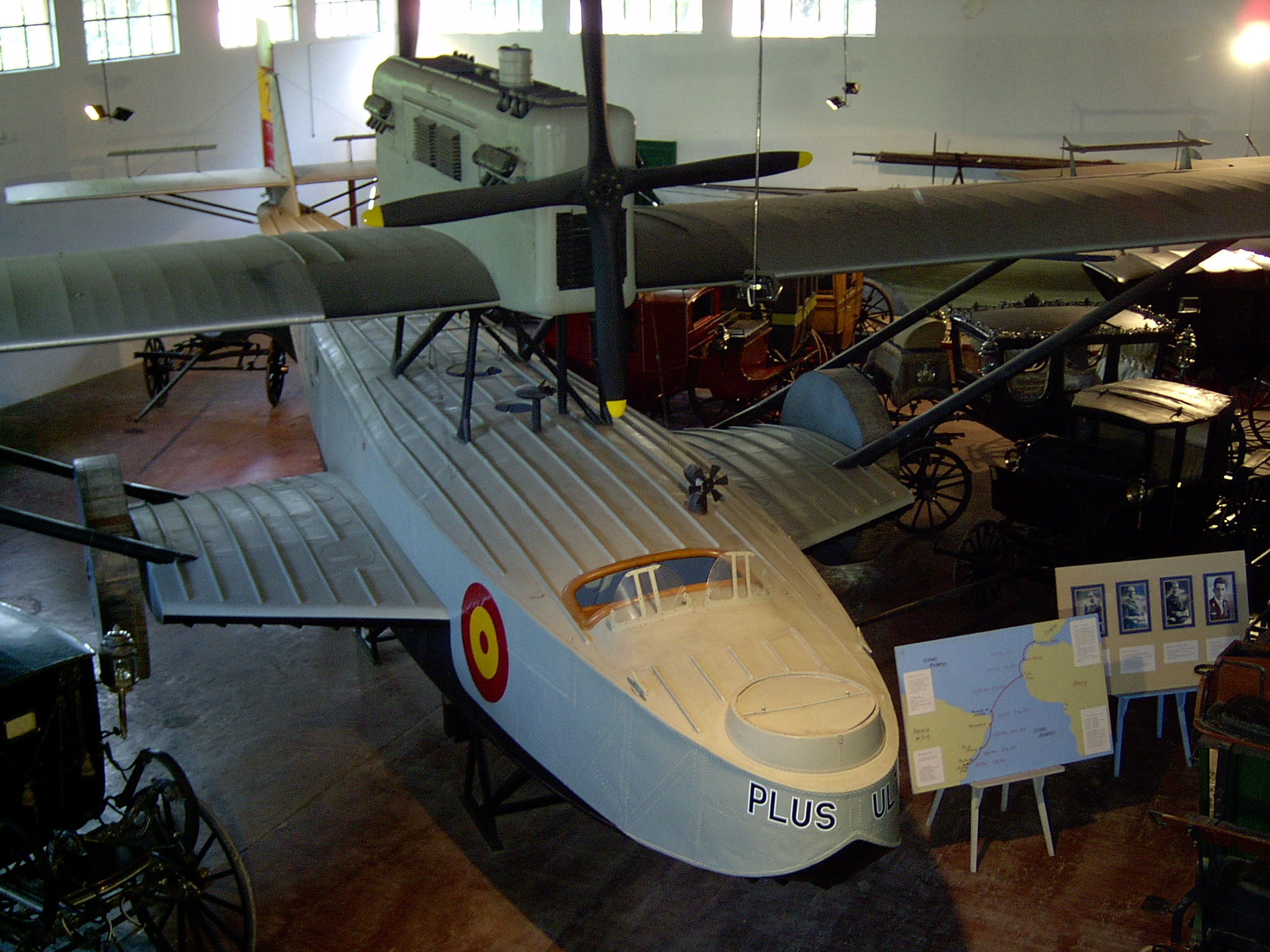
El Dornier Do J español Plus Ultra en el Museo de Luján (Argentina).

- Se construye la factoría de Cádiz, donde se comienza la fabricación de hidroaviones Dornier Wal.

1929
- Se proyectó el primer prototipo CASA, una avioneta denominada CASA-I.

1940
- Se puso en marcha la Factoría de Sevilla, comenzando la fabricación de una serie de 200 aviones derivados del Heinkel 111, denominados CASA 2.111 y bajo licencia alemana.

1943
- El Instituto Nacional de Industria de España (INI) participa en el capital de CASA con un 33% de las acciones, que iría ampliando gradualmente hasta alcanzar en 1992 el 99,28%.

1945
- Se crea la Factoría de Madrid dedicada en un primer momento a mecanizado y desde 1952 a fundición.

1946
- CASA reanuda su actividad de diseño de aviones propios creando su Oficina de Proyectos, donde se inician los trabajos para la creación de tres prototipos de aviones de transporte: el C-201 Alcotán, el C-202 Halcón y el C-207 Azor. De esta manera se reanuda el diseño de aviones propios con tecnología propia. Este es un punto importante a tener en cuenta, ya que una serie de problemas había convertido a la compañía en un fabricante de aviones con licencias extranjeras, pero sin tecnología para la fabricación de proyectos propios

1955
- 29 de septiembre. Primer vuelo del C-207 Azor.

1957
- CASA se adjudicó el mantenimiento de los F-100 Super Sabre de la Fuerza Aérea de los Estados Unidos destacados en Europa. También se revisaron los T-33 del Ejército del Aire de España en el Aeropuerto de Sevilla-San Pablo.

1965
- Se acuerda la fabricación, bajo licencia de la empresa Northrop, de los birreactores supersónicos F-5 Freedom Fighter para el Ejército del Aire, fabricándose 36 aviones monoplaza F-5A y 34 aviones biplaza F-5B.

1968
- 21 de agosto. El Ministerio del Aire acepta el proyecto del C-212 Aviocar, que había sido presentado oficialmente en 1964.

1971
- 26 de marzo. Primer vuelo del prototipo del C-212.
- El INI obtiene la mayoría del capital de CASA y se autoriza la fusión por absorción de Hispano Aviación S.A. (HASA) por CASA con efectos desde el 31 de julio.

1972
- CASA pasó a ser miembro del "Grupo de Interés Económico Airbus Industrie".

1973
- Se entablan negociaciones con Indonesia que condujeron a un contrato de colaboración industrial, para la fabricación y venta bajo licencia del C-212.

1977
- 27 de junio. Primer vuelo del C-101 Aviojet.

1979
- CASA e IPTN de Indonesia decidieron desarrollar un avión ligero de transporte: el CN-235.

1983
- 9 de noviembre. Primer vuelo del CN-235.

1988
- El C-212 cumple 1.000.000 de horas de vuelo.

1992
- 24 de junio. CASA entrega el estabilizador número 1.000 de Airbus.

1995
- 11 de diciembre. Primer vuelo del AV-8 Harrier II Plus modernizado por CASA.

1996
- 3 de julio. Celebración del 25 aniversario y de los 2.000.000 de horas de vuelo del C-212.
- 31 de agosto. Primer vuelo del prototipo español del Eurofighter 2000 fabricado por CASA.

1998
- 21 de enero. Entrega del primer C-130 Hercules modernizado del Ejército del Aire de España.
- CASA cumple el 75 Aniversario desde su fundación.
- 22 de diciembre. Primer vuelo del CASA C-295 S-1.

1999
- 30 de abril. Cliente lanzador del C-295: Ejército del Aire.
- 15 de junio. Cliente lanzador del F.I.T.S.: Ejército del Aire.
- 2 de diciembre. CASA se une a EADS y pasa a denominarse EADS CASA.

2009
- En abril de este año EADS CASA pasa a formar parte de Airbus Military.

Referencia: